# Banque d'État du Pakistan
La Banque d'État du Pakistan (en ourdou : بینک دولت پاکستان ; en anglais : State Bank of Pakistan) est la banque centrale du Pakistan. Elle a son siège à Karachi, la capitale économique du pays, mais dispose d'antennes dans plusieurs autres villes du pays dont la capitale Islamabad.
Créée en 1948, peu après la fondation du pays, son rôle a progressivement été étendu au fil des années. D'abord chargée de l'émission de la monnaie, de la stabilité monétaire et de l'établissement des réserves, elle a acquis des missions de supervisions et régulations financières et bancaires. Elle est dirigée par un conseil d'administration avec un gouverneur à sa tête et est indépendante depuis les années 1990.

## Histoire
La Banque d'État du Pakistan a été créée le 1er juillet 1948, soit environ un an après la fondation du Pakistan le 14 août 1947. Le pays était alors encore dans le processus visant à créer ses institutions, et notamment celle permettant de diffuser sa nouvelle monnaie, la roupie pakistanaise. Jusqu'ici, la monnaie circulant dans le pays était la roupie indienne qui avait été tamponnée avec un sceau pakistanais. La banque succède à la Banque de réserve de l'Inde alors que la même année, les autorités britanniques divisent ses réserves entre les deux pays, attribuant 30 % au Pakistan et le reste à l'Inde. La nouvelle banque a alors pour rôle de contrôler la circulation de la monnaie, de gérer les réserves afin d'assurer la stabilité monétaire et de créer un nouveau réseau de banques.
En 1956, le rôle de la banque centrale en tant que régulateur du marché bancaire est largement étendu avec le State Bank of Pakistan Act, 1956, qui lui attribue la responsabilité de la régulation monétaire et surtout financière, ce qui comprend donc le contrôle du crédit. Alors que la banque était jusqu'ici sous un contrôle souple du gouvernement pakistanais, le Premier ministre Zulfikar Ali Bhutto resserre largement son contrôle sur la banque en 1974 dans le cadre d'une politique d’Étatisation de l'économie. Treize banques sont alors nationalisées et placées sous le contrôle d'un « Conseil bancaire » qui marginalise toutefois le rôle de la banque centrale (Banks Nationalisation Act, 1974).
Durant les années 1990, le gouvernement pakistanais de Nawaz Sharif entame un programme de privatisations, revenant sur la politique socialiste menée durant les années 1970 par le Parti du peuple pakistanais. En 1991, les banques commencent à être privatisées et en 1994, la Banque d'État du Pakistan se voit dotée d'une autonomie nouvelle vis-à-vis du pouvoir politique. En 1997, cette indépendance est renforcée par des ordonnances votées par le Parlement. Elle permet à l'institution d'avoir le monopole de déterminer la politique monétaire du pays. En 2001, un nouveau texte renforce les moyens dont dispose la banque centrale pour réguler le secteur financier (SBP-BSC Ordinance 2001) en créant une branche chargée notamment de contrôler les systèmes inter-bancaires et l'organisation du crédit.

## Rôle
Le premier rôle de la Banque d'État du Pakistan est d'assurer la circulation de la monnaie. Elle est donc chargée de son impression et de sa diffusion dans le secteur financier, en décidant de la masse monétaire en circulation dans l'économie. À ce titre, la banque établit une politique monétaire et s'assure de la stabilité de la monnaie grâce à ses réserves et afin d'assurer le bon fonctionnement de l'économie. Pour remplir cette mission, elle se charge de maintenir des réserves en devises étrangères et en or ou en argent.
La banque a aussi un rôle de régulation et de supervision du secteur financier, et donc notamment bancaire. Elle s'assure ainsi de la stabilité du système, afin de prévenir les risques systémiques et de protéger les intérêts des dépositaires auprès des banques. Pour y parvenir, la banque assure des tâches de surveillance à distance et d'inspections sur le terrain,. La banque s'assure aussi du pilotage des taux de change et de la balance des paiements. Enfin, la banque centrale a aussi des missions de développement du pays en favorisant la croissance économique et la bonne utilisation des ressources nationales,. Elle établit notamment à ce titre des plans quadriennaux dans lesquels sont fixés des objectifs.

## Gouvernance et organisation
La Banque d'État du Pakistan est gouvernée par un conseil d'administration (Board of Directors), qui est statutairement indépendant de l'État. Il est composé du gouverneur de la banque, de huit directeurs non exécutifs et du secrétaire des finances du gouvernement fédéral. Ils sont tous nommés par ce même gouvernement pour un mandat de trois ans. Le plus important organe décisionnaire est le comité de politique monétaire. Il est composé de dix membres : le gouverneur de la banque centrale, trois membres du conseil d’administration élus par ce même conseil, trois cadres supérieurs de la banque nommés par le gouverneur et trois membres extérieurs à la banque, des économistes nommés par le gouvernement fédéral pour trois ans.
Depuis le 29 avril 2014, Ashraf Mahmood Wathra est le 18e gouverneur de la banque centrale,.